# Indian Remote Sensing
Indian Remote Sensing (IRS) são uma série de satélites de observação da Terra, construídos, lançados e mantidos pela Organização Indiana de Pesquisa Espacial (ISRO). A série IRS fornece vários serviços de sensoriamento remoto para a Índia.

## Sistema IRS
Seguindo os lançamentos de demonstração dos satélites Bhaskara 1 e Bhaskara 2 que foram lançados com sucesso em 1979 e 1981, respectivamente, a Índia começou a desenvolver o programa Indian Remote Sensing (IRS) para apoiar a economia nacional nas áreas de agricultura, recursos hídricos, florestais e ecologia, geologia, bacias hidrográficas, pesca marinha e gestão costeira.
O sistema de IRS é a maior constelação de satélites de sensoriamento remoto para uso civil em operação hoje no mundo, com 12 satélites operacionais. Todos estes são colocados em órbita polar sincronizada com o Sol e fornecer dados em uma variedade de resoluções espaciais, espectrais e temporais. O Indian Remote Sensing completou seus 25 anos de operações bem sucedidas em 17 de março de 2013.

## Satélites
| Serial No. | Satélite                              | Data do Lançamento      | Veículo de Lançamento | Estado                                      |
| 1          | IRS 1A                                | 17 de março de 1988     | Vostok, USSR          | Missão cumprida                             |
| 2          | IRS 1B                                | 29 de agosto de 1991    | Vostok, USSR          | Missão cumprida                             |
| 3          | IRS P1 (also IE)                      | 20 de setembro de 1993  | PSLV-D1               | Caiu, devido ao lançamento fracasso do PSLV |
| 4          | IRS-P2                                | 15 de outubro de 1994   | PSLV-D2               | Missão cumprida                             |
| 5          | IRS-1C                                | 28 de dezembro de 1995  | Molniya, Rússia       | Missão cumprida                             |
| 6          | IRS-P3                                | 21 de março de 1996     | PSLV-D3               | Missão cumprida                             |
| 7          | IRS-1D                                | 29 de setembro de 1997  | PSLV-C1               | Missão cumprida                             |
| 8          | IRS-P4 (Oceansat-1)                   | 27 de maio de 1999      | PSLV-C2               | Missão cumprida                             |
| 9          | Technology Experiment Satellite (TES) | 22 de outubro de 2001   | PSLV-C3               | Missão cumprida                             |
| 10         | IRS P6 (Resourcesat-1)                | 17 de outubro de 2003   | PSLV-C5               | Em Serviço                                  |
| 11         | IRS P5 (Cartosat-)                    | 5 de maio de 2005       | PSLV-C6               | Em Serviço                                  |
| 12         | Cartosat-2 (IRS P7)                   | 10 de janeiro de 2007   | PSLV-C7               | Em Serviço                                  |
| 13         | Cartosat-2A                           | 28 de abril de 2008     | PSLV-C9               | Em Serviço                                  |
| 14         | IMS-1                                 | 28 de abril de 2008     | PSLV-C9               | Em Serviço                                  |
| 15         | Oceansat-2                            | 23 de setembro de 2009  | PSLV-C14              | Em Serviço                                  |
| 16         | Cartosat-2B                           | 12 de julho de 2010     | PSLV-C15              | Em Serviço                                  |
| 17         | Resourcesat-2                         | 20 de abril de 2011     | PSLV-C16              | Em Serviço                                  |
| 18         | Megha-Tropiques                       | 12 de outubro de 2011   | PSLV-C18              | Em Serviço                                  |
| 19         | RISAT-1                               | 26 de abril de 2012     | PSLV-C19              | Em Serviço                                  |
| 20         | SARAL                                 | 25 de fevereiro de 2013 | PSLV-C20              | Em Serviço                                  |